# Vasto (L'Aquila)
Vasto, anticamente Guasto, fu un antico villaggio, con annesso castello, nella valle del Vasto del quale rimangono pochi ruderi, sotto il massiccio del Gran Sasso d'Italia, nel territorio comunale dell'Aquila.

## Storia
I documenti sulla storia del castello sono assai scarni; le prime fonti che ne attestano l'esistenza sono datate al X secolo. Probabilmente il castello, come nel caso del vicino borgo di San Pietro della Ienca, dovette avere origine alla distruzione di Forcona da parte dei longobardi, in seguito alla quale gli abitanti del centro vestino si diffusero nelle vallate vicine dando luogo a piccoli insediamenti. La bolla pontificia di papa Alessandro III del 24 settembre 1178, cita la presenza di tre chiese lungo la vallata: «Ecclesiam S. Marie de Guasto, (...) S. Petri de Guasto, (...) Ecclesiam S. Nicolai de Genca» afferenti alla diocesi di Forcona.
Il castello, ricordato nel Catalogus baronum come possedimento di Atenolfo di Tempera insieme a Collebrincioni, Aragno e Camarda, dovette avere vita breve poiché risulta già di modeste dimensioni nel XII secolo. Successivamente partecipa alla fondazione dell'Aquila ricevendo un locale nel quarto di Santa Maria dove edificò la chiesa di Santa Maria del Guasto, demolita negli anni trenta del XX secolo. In seguito all'inurbamento dell'Aquila il castello rimase disabitato e scomparve completamente dalla toponomastica alla fine del XV secolo.
L'area di Vasto fu una roccaforte dei partigiani in Abruzzo, tra cui la banda capeggiata dall'ex militare molisano Giovanni Di Vincenzo. Nel 1944, dopo uno scontro a fuoco, i tedeschi uccisero Di Vincenzo, fucilarono nove persone e ne ferirono altre sei.

## Descrizione
Il castello era posto nella valle del Vasto, un'ampia vallata collocata tra Arischia e Assergi lungo la fascia pedemontana del Gran Sasso d'Italia. Era situato su di un colle a circa 1 262 metri s.l.m. sopra il rio Vasto. Il toponimo Vasto o Guasto ha forse origine longobarda e significa “deserto”.
Dell'antico borgo fortificato rimangono oggi i resti della chiesa di Santa Maria del 1313, adiacenti alla masseria Cappelli; una targa sulle mura della masseria ricorda l'episodio della battaglia del Vasto del 1944 in cui perse la vita il partigiano Giovanni Di Vincenzo e altri nove suoi compagni. Nelle vicinanze sono anche i resti del castello e di un antico mulino.